# استوکزبریج
latitudeاستوکزبریجlongitudeاستوکزبریج
استوکزبریج (به انگلیسی: Stocksbridge) یک منطقهٔ مسکونی در بریتانیا است که در انگلستان واقع شده‌است.

## خصوصیات
استوکزبریج ۱۷٬۱۲۰ نفر جمعیت دارد.